# Sergio Canamasas
Sergio Canamasas Español (Madrid, 30 aprile 1986) è un ex pilota automobilistico spagnolo.

## Carriera

### Formula 3
Canamasas debuttò con le monoposto nel 2007, correndo nella Formula 3 spagnola per la Cetea Sport. Prese parte alle ultime otto gare della stagione e fu inserito nella classe secondaria Copa de España, riservata ai più vecchi telai Dallara F300. Ottenne un singolo podio nella sua classe all'ultimo round a Barcellona, finendo 8º in campionato. L'anno successivo, Canamasas si spostò nella categoria principale con il suo team, ma non riuscì ad ottenere punti in nessuna delle quattordici gare a cui partecipò.
Nel 2009 continuò nella serie quando questa divenne nota come la F3 Open europea, spostandosi al team Emiliodevillota.com. Concluse 6º dopo aver conquistato piazzamenti sul podio a Jarama, Jerez e Barcellona.

### Formula Renault 3.5 Series

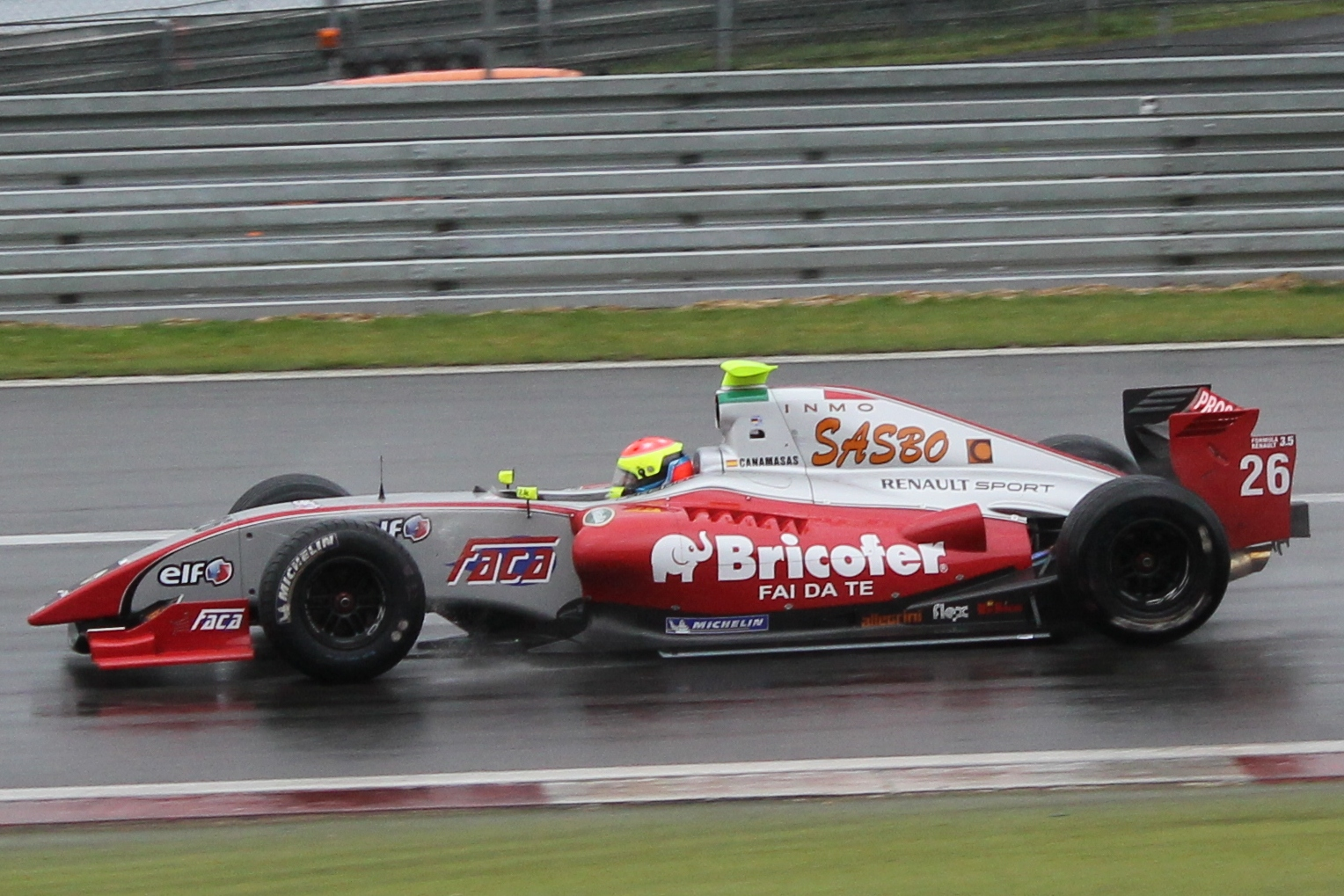
Sergio Canamasas nel 2011, al Nürburgring.

Nel marzo 2010, Canamasas prese parte a tutti i test pre-stagionali di Barcellona, Jerez e Motorland Aragón della Formula Renault 3.5 guidando per la Fortec Motorsport, la ISR Racing e la SG Formula. Una settimana prima del via della nuova stagione, fu confermato al nuovo team FHV Interwetten.com, correndo insieme al campione in carica di F3 europea, Bruno Méndez. Non segnò punti nelle sedici gare che corse e fu l'unico a non riuscirci. Il suo risultato migliore fu un 14º posto in gara-2 a Magny–Cours.
Dopo aver provato per diverse squadre a fine stagione, Canamasas guidò per la nuova squadra BVM-Target nella stagione 2011 della Formula Renault 3.5, correndo a fianco di Daniel Zampieri. Concluse 8º in campionato e il suo miglior risultato fu un 3º posto all'Hungaroring, oltre alla conquista della pole position per la gara-2 sullo stesso tracciato.

### GP2 Series/Formula 2
Canamasas inizia il 2012 senza un volante, ma viene ingaggiato dal Team Lazarus per partecipare agli ultimi cinque appuntamenti della GP2 Series 2012, al posto di Fabrizio Crestani..
Canamasas è stato uno dei piloti più in vista nell'ultima gara della stagione, la gara sprint di Marina Bay, Singapore. Autore di una partenza brillante che lo porta dal 16º posto iniziale al 7º, dopo alcuni giri, gli viene attribuito un drive-through per il ritardo uno dei suoi meccanici nel lasciare la griglia. Nonostante fosse costantemente messo al corrente della penalità via radio, il pilota non rientra per scontare la penalità entro i tre giri previsti, così al giro 7 viene squalificato. Ciononostante il pilota spagnolo rimane in pista, lottando con la sua macchina essendo in buona posizione per ottenere i primi punti della stagione. Pensando che la sua radio fosse danneggiata o subisse delle interferenze, il suo ingegnere lo informa anche con il cartello di dover rientrare ai box. Solo al giro 18 Canamasas rientra in pit lane a causa di un problema meccanico e si ritira dalla gara, ma senza avere la minima idea di essere stato squalificato. Canamasas conclude dunque la stagione 2012 senza ottenere punti.
Per la stagione 2013 viene ingaggiato dalla Caterham Racing per l'intera stagione. Ottiene 3 punti e il 25º posto in campionato.
Nel 2014 continua nella categoria passando al team Trident. Ottiene un quinto posto come miglior risultato e termina al 14º posto in classifica generale.
Comincia la Stagione 2015 con la MP Motorsport e ottiene un podio a Monaco. Dalla gara di Silverstone corre con il Team Lazarus, ad eccezione delle gare dell'Hungaroring, nella quale corre con la Hilmer Motorsport. Ottiene un totale di 27 punti e il 15º posto in campionato.
Nel 2016 affronta la nuova stagione con il team Carlin, ottenendo soli 19 punti.
Per la stagione 2017 comincia la sua sesta stagione nella categoria, nel frattempo ribattezzata Formula 2, tornando al team Trident fino alla gara di Baku. Dalla gara successiva passa al Rapax Team.

## Risultati

### Riassunto della carriera
| Stagione | Campionato                           | Team                 | Gare | Vittorie | Pole | Gpv | Podi | Punti | Pos. |
| -------- | ------------------------------------ | -------------------- | ---- | -------- | ---- | --- | ---- | ----- | ---- |
| 2007     | Fórmula 3 española - Copa de España  | Cetea Sport          | 8    | 0        | 0    | ?   | 1    | 9     | 8º   |
| 2008     | Fórmula 3 española                   | Cetea Sport          | 14   | 0        | 0    | 0   | 0    | 0     | 29º  |
| 2009     | Campionato europeo Open di Formula 3 | emiliodevillota.com  | 16   | 0        | 0    | 1   | 3    | 54    | 6º   |
| 2010     | Formula Renault 3.5 Euroseries       | FHV Interwetten.com  | 16   | 0        | 0    | 0   | 0    | 0     | 25º  |
| 2011     | Formula Renault 3.5 Series           | BVM–Target           | 17   | 0        | 1    | 2   | 1    | 69    | 8º   |
| 2012     | GP2 Series                           | Venezuela GP Lazarus | 10   | 0        | 0    | 0   | 0    | 0     | 27º  |
| 2013     | GP2 Series                           | Caterham Racing      | 22   | 0        | 0    | 0   | 0    | 3     | 25º  |
| 2014     | GP2 Series                           | Trident              | 19   | 0        | 0    | 0   | 1    | 29    | 14º  |
| 2015     | GP2 Series                           | MP Motorsport        | 6    | 0        | 0    | 0   | 1    | 27    | 15º  |
| 2015     | GP2 Series                           | Daiko Team Lazarus   | 11   | 0        | 0    | 0   | 0    | 27    | 15º  |
| 2015     | GP2 Series                           | Hilmer Motorsport    | 2    | 0        | 0    | 0   | 0    | 27    | 15º  |
| 2016     | GP2 Series                           | Carlin               | 20   | 0        | 0    | 0   | 0    | 17    | 19º  |
| 2017     | Formula 2                            | Trident Racing       | 8    | 0        | 0    | 0   | 0    | 21    | 14º  |
| 2017     | Formula 2                            | Rapax Team           | 6    | 0        | 0    | 0   | 0    | 21    | 14º  |

*Stagione in corso.

### Risultati in Formula Renault 3.5
(legenda) (Le gare in grassetto indicano la pole position) (Le gare in corsivo indicano Gpv)
| Stagione | Team                | 1         | 2        | 3        | 4         | 5         | 6        | 7         | 8        | 9        | 10        | 11       | 12       | 13        | 14        | 15        | 16       | 17       | Punti | Pos. |
| -------- | ------------------- | --------- | -------- | -------- | --------- | --------- | -------- | --------- | -------- | -------- | --------- | -------- | -------- | --------- | --------- | --------- | -------- | -------- | ----- | ---- |
| 2010     | FHV Interwetten.com | ALC 1 Rit | ALC 2 16 | SPA 1 NP | SPA 2 Rit | MON 1 19  | BRN 1 17 | BRN 2 17  | MAG 1 17 | MAG 2 14 | HUN 1 Rit | HUN 2 20 | HOC 1 15 | HOC 2 Rit | SIL 1 Rit | SIL 2 Rit | CAT 1 17 | CAT 2 17 | 0     | 25º  |
| 2011     | BVM–Target          | ALC 1 22  | ALC 2 10 | SPA 1 9  | SPA 2 Rit | MNZ 1 Rit | MNZ 2 8  | MON 1 21† | NÜR 1 9  | NÜR 2 11 | HUN 1 3   | HUN 2 4  | SIL 1 10 | SIL 2 19  | LEC 1 5   | LEC 2 17  | CAT 1 5  | CAT 2 4  | 69    | 8º   |

### Risultati in GP2 Series
(legenda) (Le gare in grassetto indicano la pole position) (Le gare in corsivo indicano Gpv)
| Stagione | Team                 | 1          | 2           | 3          | 4          | 5           | 6          | 7           | 8          | 9          | 10          | 11          | 12         | 13          | 14          | 15          | 16          | 17          | 18         | 19          | 20          | 21         | 22           | 23         | 24         | Punti | Pos. |
| -------- | -------------------- | ---------- | ----------- | ---------- | ---------- | ----------- | ---------- | ----------- | ---------- | ---------- | ----------- | ----------- | ---------- | ----------- | ----------- | ----------- | ----------- | ----------- | ---------- | ----------- | ----------- | ---------- | ------------ | ---------- | ---------- | ----- | ---- |
| 2012     | Venezuela GP Lazarus | SEP FEA    | SEP SPR     | BHR1 FEA   | BHR1 SPR   | BHR2 FEA    | BHR2 SPR   | CAT FEA     | CAT SPR    | MON FEA    | MON SPR     | VAL FEA     | VAL SPR    | GBR FEA     | GBR SPR     | HOC FEA 22  | HOC SPR 14  | HUN FEA 22  | HUN SPR 12 | SPA FEA Rit | SPA SPR Rit | MNZ FEA 14 | MNZ SPR 11   | SGP FEA 16 | SGP SPR SQ | 0     | 27º  |
| 2013     | Caterham Racing      | MYS FEA 19 | MYS SPR 15  | BHR FEA 20 | BHR SPR 11 | CAT FEA Rit | CAT SPR 14 | MON FEA 15  | MON SPR 11 | SIL FEA 23 | SIL SPR 20  | NÜR FEA 12  | NÜR SPR 17 | HUN FEA Rit | HUN SPR Rit | SPA FEA Rit | SPA SPR 12  | MNZ FEA 9   | MNZ SPR 11 | MRN FEA 19  | MRN SPR Rit | YMC FEA 12 | YMC SPR 8    |            |            | 3     | 25º  |
| 2014     | Trident              | BHR FEA    | BHR SPR     | CAT FEA 17 | CAT SPR 18 | MON FEA 5   | MON SPR 2  | RBR FEA 15  | RBR SPR 9  | SIL FEA 15 | SIL SPR Rit | HOC FEA 15  | HOC SPR 13 | HUN FEA Rit | HUN SPR NP  | SPA FEA 20  | SPA SPR Rit | MNZ FEA 18  | ITA SPR SQ | SOC FEA 7   | SOC SPR Rit | YMC FEA 16 | YMC SPR 8    |            |            | 29    | 14º  |
| 2015     | MP Motorsport        | BHR FEA 14 | BHR SPR Rit | CAT FEA 13 | CAT SPR 15 | MON FEA 3   | MON SPR 4  | RBR FEA     | RBR SPR    |            |             |             |            |             |             |             |             |             |            |             |             |            |              |            |            | 27    | 15º  |
| 2015     | Daiko Team Lazarus   |            |             |            |            |             |            |             |            | SIL FEA 15 | SIL SPR 24  |             |            | SPA FEA 12  | SPA SPR 9   | MNZ FEA 11  | MNZ SPR 6   | SOC FEA Rit | SOC SPR 17 | BHR FEA 12  | BHR SPR 17  | YMC FEA 12 | YMC SPR Canc |            |            | 27    | 15º  |
| 2015     | Hilmer Motorsport    |            |             |            |            |             |            |             |            |            |             | HUN FEA Rit | HUN SPR 16 |             |             |             |             |             |            |             |             |            |              |            |            | 27    | 15º  |
| 2016     | Carlin               | CAT FEA 5  | CAT SPR 9   | MON FEA 12 | MON SPR 10 | BAK FEA Rit | BAK SPR 6  | RBR FEA Rit | RBR SPR 10 | SIL FEA 13 | SIL SPR 9   | HUN FEA 18  | HUN SPR 9  | HOC FEA     | HOC SPR     | SPA FEA 12  | SPA SPR 7   | MNZ FEA Rit | MNZ SPR 13 | SEP FEA 10  | SEP SPR 15  | YMC FEA 12 | YMC SPR 12   |            |            | 17    | 19º  |

### Risultati in Formula 2
(legenda) (Le gare in grassetto indicano la pole position) (Le gare in corsivo indicano Gpv)
| Stagione | Team    | 1          | 2          | 3           | 4          | 5          | 6          | 7         | 8          | 9          | 10        | 11        | 12        | 13          | 14          | 15      | 16      | 17      | 18      | 19      | 20      | 21      | 22      | Punti | Pos |
| -------- | ------- | ---------- | ---------- | ----------- | ---------- | ---------- | ---------- | --------- | ---------- | ---------- | --------- | --------- | --------- | ----------- | ----------- | ------- | ------- | ------- | ------- | ------- | ------- | ------- | ------- | ----- | --- |
| 2017     | Trident | BHR FEA 14 | BHR SPR 11 | CAT FEA Rit | CAT SPR 10 | MON FEA 10 | MON SPR 17 | BAK FEA 9 | BAK SPR 15 |            |           |           |           |             |             |         |         |         |         |         |         |         |         | 21    | 14º |
| 2017     | Rapax   |            |            |             |            |            |            |           |            | RBR FEA 15 | RBR SPR 9 | SIL FEA 5 | SIL SPR 4 | HUN FEA Rit | HUN SPR Rit | SPA FEA | SPA SPR | MNZ FEA | MNZ SPR | JER FEA | JER SPR | YMC FEA | YMC SPR | 21    | 14º |

* Stagione in corso.